# Жрнова
Жрнова (словен. Žrnova) — поселення в общині Раденці, Помурський регіон, Словенія. Висота над рівнем моря: 230 м.